# Wolfgang Zimmermann (Archivar)
Wolfgang Zimmermann  (* 1960 in Konstanz) ist ein deutscher Historiker und Archivar.
Wolfgang Zimmermann studierte Geschichte, Katholische Theologie und Griechische Philologie an der Universität Tübingen. Dort wurde er im Wintersemester 1992/93 mit einer von Hans-Christoph Rublack betreuten Arbeit über den Prozess des politischen und religiösen Wandels in der österreichischen Stadt Konstanz von 1548 bis 1637 promoviert. Nach der Promotion ließ er sich von 1991 bis 1993 für den höheren Archivdienst am Hauptstaatsarchiv Stuttgart und an der Archivschule Marburg/Institut für Archivwissenschaft ausbilden. Anschließend war er in der Landesarchivdirektion Baden-Württemberg in der Abteilung Landesforschung und Landesbeschreibung tätig. Im Jahr 2002 übernahm er deren Leitung. Ab 2006 leitete er die Abteilung Fachprogramme und Bildungsarbeit im neu gebildeten Landesarchiv Baden-Württemberg. Zimmermann war vom 1. Oktober 2010 als Nachfolger von Volker Rödel bis zu seiner Pensionierung Ende März 2025 Leiter des Generallandesarchivs Karlsruhe.
In seiner Dissertation befasste sich Zimmermann mit der bis dahin kaum erforschten Geschichte der Stadt Konstanz nach dem Verlust der Reichsfreiheit (1548) bis in den Dreißigjährigen Krieg. Das Ziel der Arbeit war es, für Konstanz „aufzuzeigen [...] in welcher Form die städtische Gesellschaft durch den Konfessionalisierungsprozeß in seiner politischen, gesellschaftlichen und religiösen Dimension ergriffen wurde und von wem die Ansprüche der tridentinischen Kirche rezipiert oder zurückgewiesen wurden“.
Zimmermann ist Vorstandsmitglied in der Kommission für geschichtliche Landeskunde in Baden-Württemberg. Er war Vorsitzender und ist Ehrenmitglied im Geschichtsverein der Diözese Rottenburg-Stuttgart. Er ist Schriftleiter der Zeitschrift für die Geschichte des Oberrheins und Lehrbeauftragter am Institut für Geschichtliche Landeskunde und Historische Hilfswissenschaften der Universität Tübingen.

## Schriften (Auswahl)
Monographien
- Rekatholisierung, Konfessionalisierung und Ratsregiment. Der Prozess des politischen und religiösen Wandels in der österreichischen Stadt Konstanz 1548–1637 (= Konstanzer Geschichts- und Rechtsquellen. Bd. 34). Thorbecke, Sigmaringen 1994, ISBN 3-7995-6834-4.

Herausgeberschaften
- mit Josef Wolf: Die Türkenkriege des 18. Jahrhunderts. Wahrnehmen – Wissen – Erinnern. Schnell + Steiner, Regensburg 2017, ISBN 978-3-7954-3218-8.
- mit Josef Wolf: Fließende Räume – Karten des Donauraums 1650–1800. Schnell + Steiner, Regensburg 2017, ISBN 978-3-7954-3216-4.
- mit Dietmar Schiersner, Volker Trugenberger: Adelige Damenstifte Oberschwabens in der Frühen Neuzeit. Selbstverständnis, Spielräume, Alltag (= Veröffentlichungen der Kommission für Geschichtliche Landeskunde in Baden-Württemberg. Bd. 187). Kohlhammer, Stuttgart 2011, ISBN 978-3-17-022051-5.
- mit Nicole Priesching: Württembergisches Klosterbuch. Klöster, Stifte und Ordensgemeinschaften von den Anfängen bis in die Gegenwart. Thorbecke, Ostfildern 2003, ISBN 3-7995-0220-3.
- mit Olaf Siart, Marvin Gedigk: Die Klosterinsel Reichenau im Mittelalter. Schnell + Steiner, Regensburg 2024, ISBN 978-3-7954-3873-9.